# Páli (Nísyros)
Páli (grec moderne : Πάλοι) est une localité située dans le dème de Nísyros, dans le district régional de Kos, dans la périphérie d'Égée-Méridionale, en Grèce.
Selon le recensement de 2021, elle compte 197 habitants.